# Götgatan
| Götgatan norrut från "Götgatsbacken". |  | Götgatan söderut från "Götgatsbacken". |
| Götgatan norrut från "Götgatsbacken". |  | Götgatan söderut från "Götgatsbacken". |

Götgatan är en gata på Södermalm i centrala Stockholm som sträcker sig från Hornsgatan och Stockholms stadsmuseum söderut till Skanstull och Skanstullsbron med en längd av cirka 1,6 kilometer. Det norra avsnittet kallas även Götgatsbacken. Götgatan var vid sidan av Drottninggatan och Regeringsgatan en av de tre klassiska in- och utfartsvägarna till och från Stockholm.

## Historik

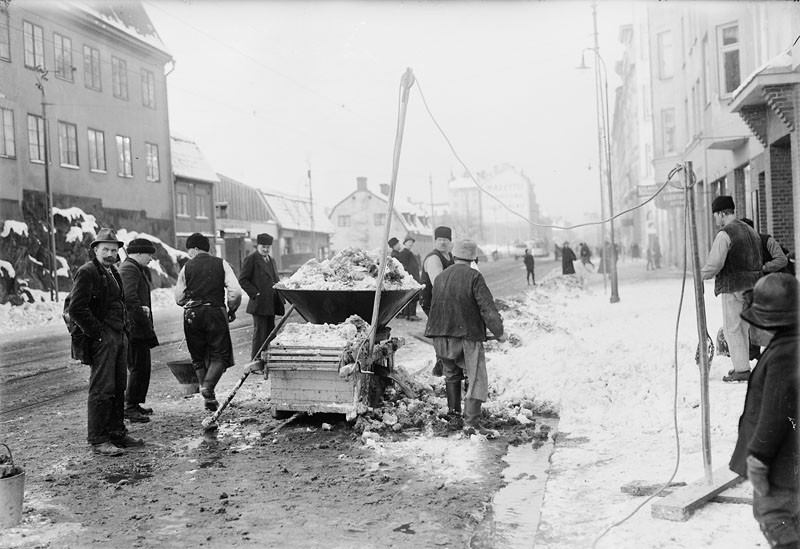
Snöröjning och snösmältning på Götgatan 1910.

Innan det fanns en bro vid Hornstull, var gatans föregångare Gamla Göta landsväg den bekvämaste förbindelsen till bygderna söder och väster om Södermalm. Då fanns en landförbindelse via det nu genombrutna näset vid Skanstull. Denna väg har anor åtminstone från medeltiden. Förmodligen var den redan upptrampad på bronsåldern eller ännu tidigare.
Första gången Götgatan nämns är 1494, då den omtalas såsom almennings weghen som löper fran ytre sudra porth och op til korssit och cappelet och nesth östan repebanan.
På 1600-talet fanns flera olika namn på gatan: Stråkgatan, Store Strokgatunn, Store sträckegathun, alla med innebörden stora gatan, stora vägen, allmänningsvägen o.dyl. År 1644 hade den namnet Grindsgatan som en kontrast till det samtidigt belagda namnet Hornsgatan. Den ena gatan ledde till Grind och den andra till Horn, det vill säga Södermalms södra och västra utposter.
År 1644 ersattes namnet Grindsgatan med Götgatan (Göthegatan, Store Göthegathun). Namnet Götgatan kan då ha bildats som anslutning till Götha vägen, upprättad till Enskede gård, som "...fordom varit allmänna vägen till Telge (Tälje)...", alltså ovannämnda Göta landsväg.
På Tillaeus karta från 1733 kallas södra delen av Götgatan (söder om nuvarande Gotlandsgatan) för Postmästar Backen, ett namn som förekommer ända fram till 1861. Postmästaren som gett upphov till namnet var Johan von Beijer som 1642 utnämndes som chef för det svenska postväsendet och även var tomtägare i kvarteret som då kallades Quarteret Bäiers Trädgårdh. Denna del kallades i folkmun för Fyllbacken.

## Götgatan efter 1910-talet

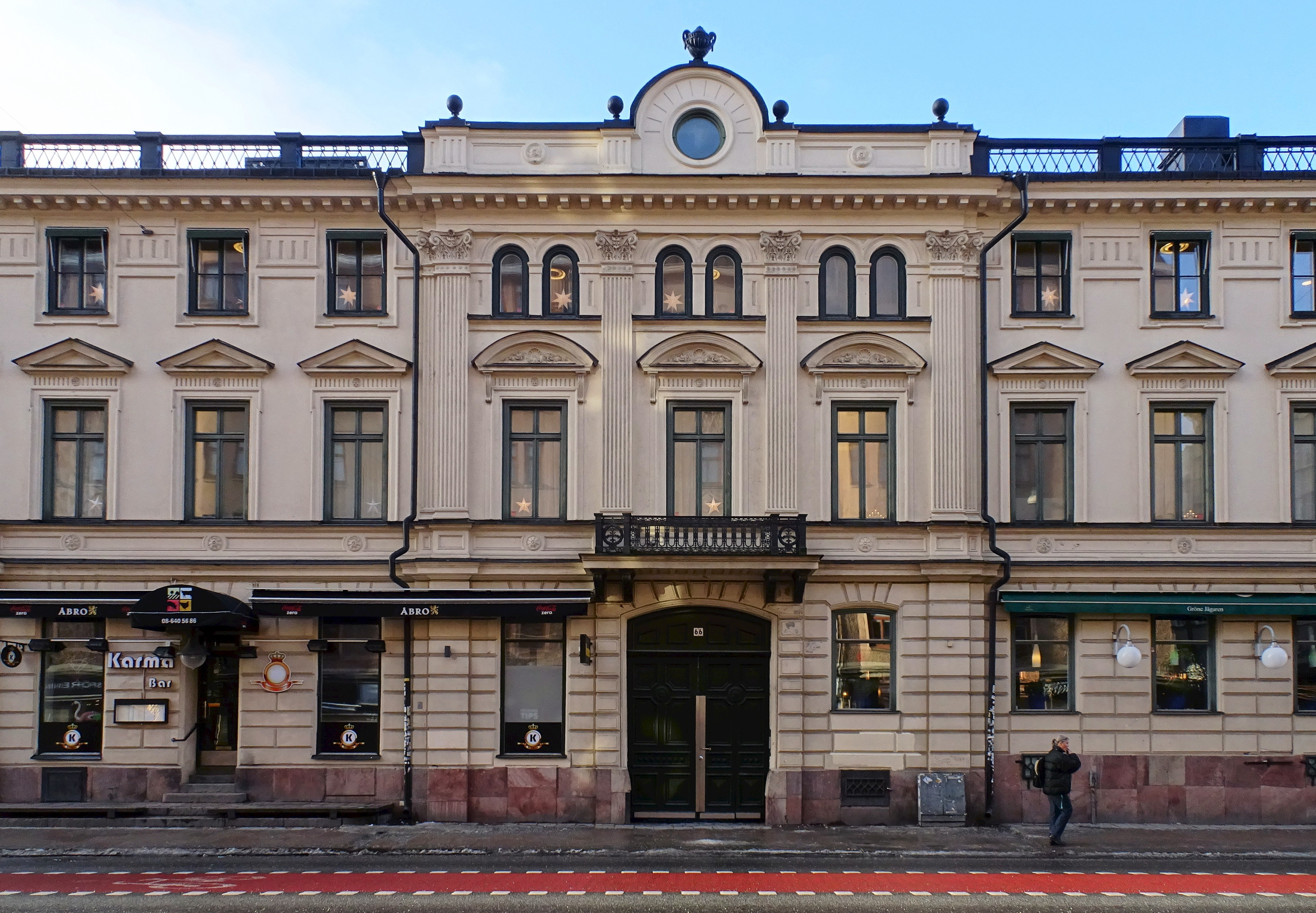
Hellgrenska palatset, Götgatan 64-68.

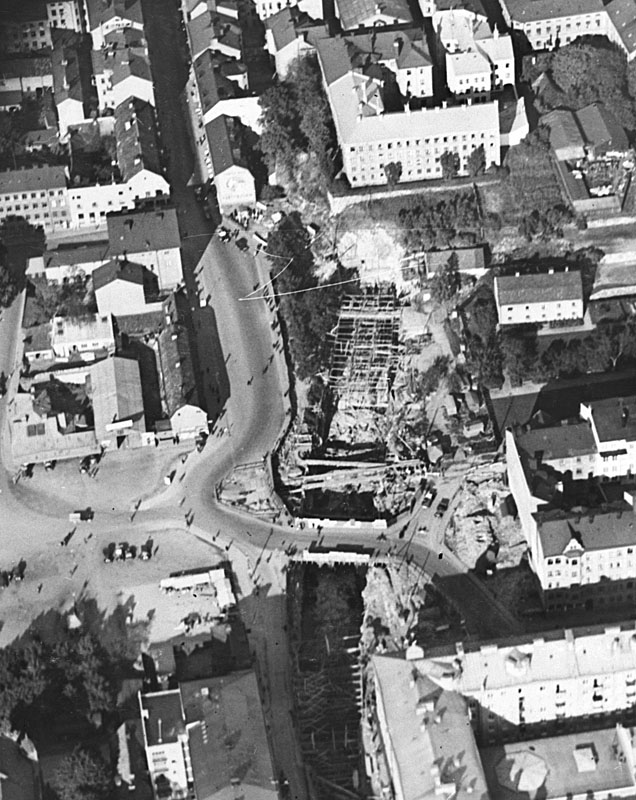
Tunnelbanebygget, 1932

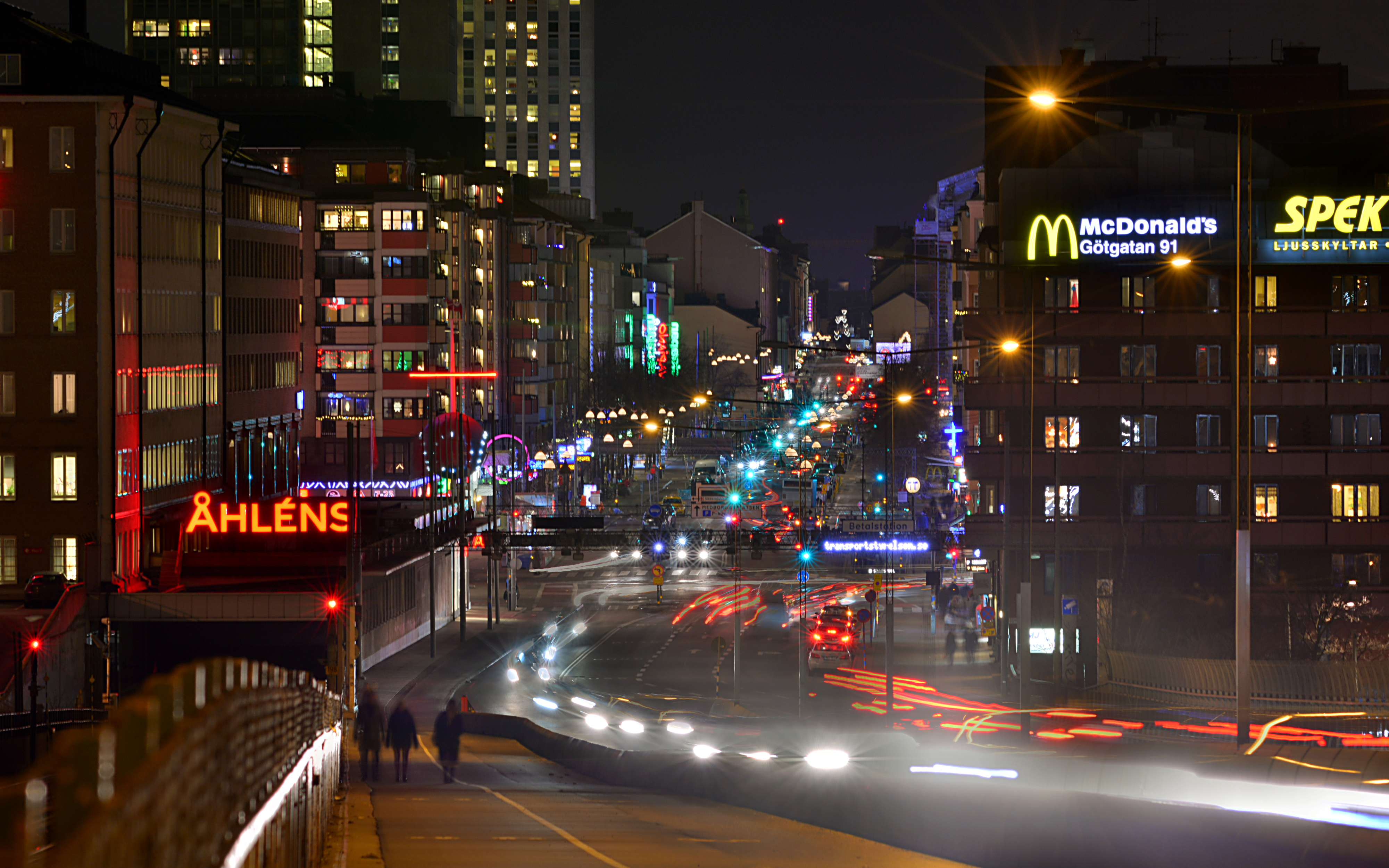
Götgatan norrut från Skanstullsbron. Till vänster syns Åhléns Söder och i bakgrunden Skatteskrapan, december 2015.

I kvarteret Nattugglan (tidigare Bryggaren), Götgatan 64–68 fanns Hellgrens tobaksfabrik som var Skandinaviens största i sitt slag och existerade mellan 1840 och 1922. Den enda byggnaden som finns kvar från denna industriepok är Hallgrenska palatset vars arkitekt var Johan Fredrik Åbom.
1928–1929 lät Åhlén & Holm uppföra en tillbyggnad av sitt varuhus vid södra slutet av Götgatan. Huset hade sju våningar och över tiotusen kvadratmeter. Arkitekt var Edvard Bernhard. 1915 hade Åhléns etablerat sig i kvarteret med en första varuhusbyggnad mot Ringvägen. 
På 1930-talet anlades Södertunneln för Stockholms tunnelbana. Tunneln för den nya banan hade byggts i öppet schakt under Götgatan. Den trafikerades då av spårvagnar som utgjorde den första tunnelbanan mellan Slussen och Ringvägen. Sträckan invigdes den 30 september 1933.
Götgatan var på 1940- och 1950-talen ett av Stockholms täta biografstråk. 1947 fanns längs gatan sju biografer och i direkt anslutning ytterligare fyra. Den största var Göta Lejon som numera är en musikalteater. Av alla dessa biografer finns idag bara en kvar; Victoria (Götgatan 65).
Götgatans bebyggelse från Medborgarplatsen och norrut hotades på 1960-talet av utredningen Söder 67, där man föreslog rivning av flera gamla kvarter. 1970 fanns långt gångna planer att göra delen till gågata och bebygga området i öster med bostadshus och i väster med höga kontors- och varuhus samt butikslängor liknande Sergelgatan. En stark folkopinion satte sig emot planerna som då inte kunde genomföras.
Ringen centrum öppnades 1982. Centrumet byggdes delvis om 1996 och då etablerade sig flera av de största kedjeföretagen inom mode där. Ringen ligger precis som så mycket annat i Stockholm på historisk mark. Kvarteret Rektangeln bestod ursprungligen av kvarteren Rektangeln och Uret med anor från 1600-talets rutnätsplan. I Holms tomtbok från 1674 nämns det här området som en del av brännvinsbrännaren Sven Perssons trädgård. På den här platsen låg Piehls nya bryggeri.
Den delen av Götgatan som ligger mellan Medborgarplatsen till Hornsgatan kallas på grund av sin branta stigning även för Götgatsbacken. Namnet är inte officiellt. På medeltiden hette detta gatuavsnitt Pelarbacken eller Pelarberget. I december 2004 gjordes denna del om så att den är gågata under vissa tider dagtid. Här låg Apoteket Fenix från 1825 fram till slutet av 1980-talet.

## Biogatan

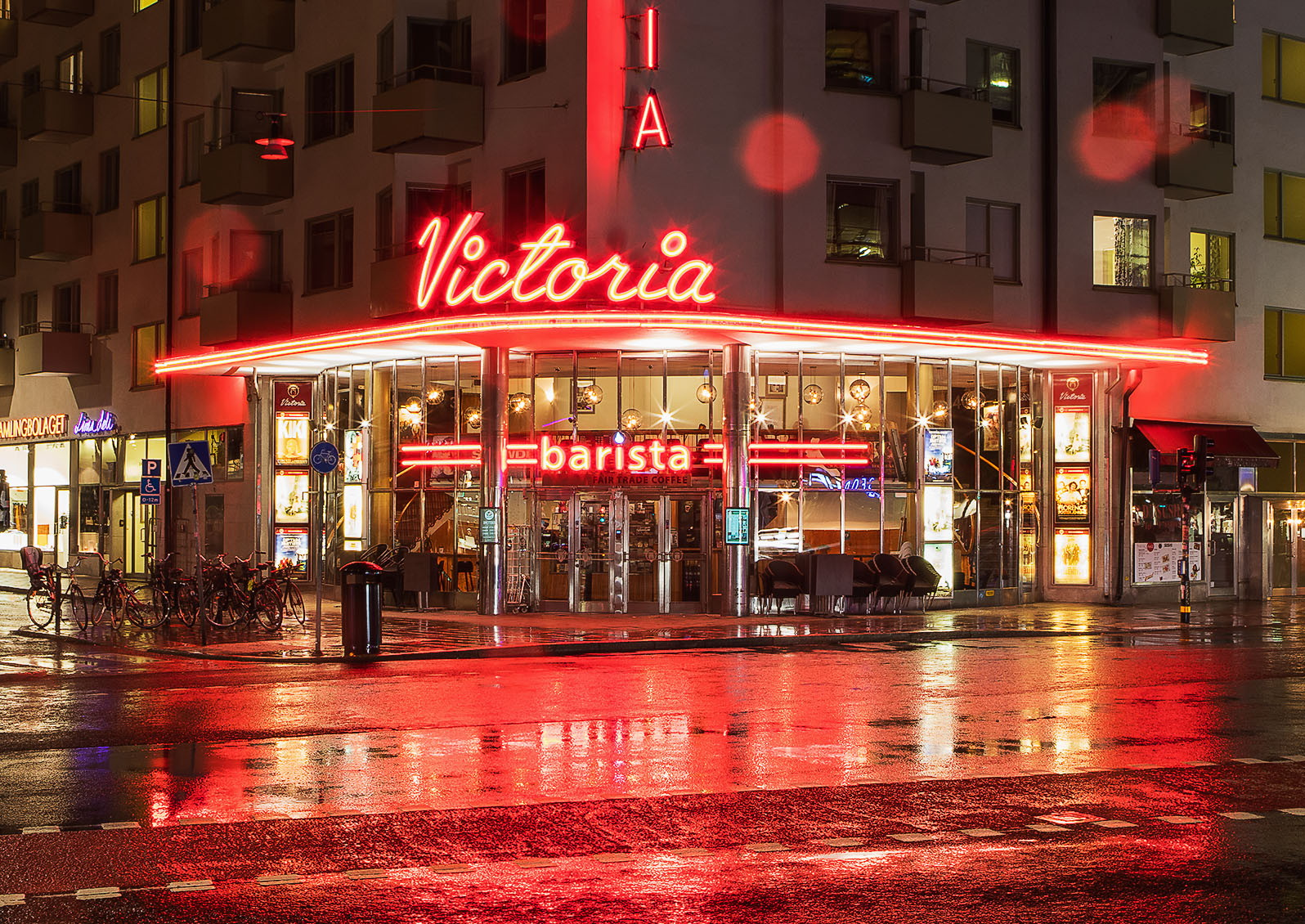
Victoria på kvällen, 2016.

Götgatan var en av Stockholms stora biogator. Totalt låg tio biografer längs med Götgatan, dock inte samtidigt. Den första öppnade 1909 och var stumfilmsbiografen Casino. Idag finns bara Victoria och Göta Lejon kvar medan gamla Söderbion är ombyggd till Boulevardteatern.
- Record-Teatern (1912-1960), Götgatan 14.
- Götiska Teatern  (1910-1970), Götgatan 11-13.
- Stora Teatern (1916-1931), Götgatan 49.
- Göta Lejon (1928), Götgatan 55.
- Piccadilly (1912-1960), Götgatan 59.
- Victoria (1936), Götgatan 67.
- Bio-Kino (1912-1950), Götgatan 72.
- Casino (1909-1928), Götgatan 69.
- Söderbio (1941-1984), Götgatan 73 (idag Boulevardteatern).
- Cora (1926-1990-talet), Götgatan 93.

## Trafikseparering
Stockholms stad inledde sommaren 2014 ett försök på Götgatan som kommer att ligga till grund för en ny permanent trafiklösning på gatan. Syftet är att ge mer utrymme till gående och cyklister för att skapa en tryggare, mer levande och attraktivare stadsmiljö. Försöket på Götgatan innebär att ett körfält i vardera riktningen från Folkungagatan till Ringvägen tas bort så att cykelbanorna kan breddas, rätas ut och flyttas ut i gatan samt att gångbanorna breddas. Det blir samtidigt en sänkning av hastigheten till 30 kilometer i timmen. Under försöket kommer ett körfält i vardera riktning från Åsögatan till Ölandsgatan tas bort så att cykelbanorna kan breddas, rätas ut och flyttas ut i gatan samt för att gångbanorna ska kunna breddas. 

## Byggnader och platser längs Götgatan i urval
I byggnadernas husnummer-ordning:
| Bild | Artikelnamn             | Götgatan nr | Typ                                       | Kort beskrivning |
| ---- | ----------------------- | ----------- | ----------------------------------------- | --- |
|      | Stockholms stadsmuseum  | 1           | Museum                                    | Byggnaden började uppföras 1663 som Södra stadshuset efter Nicodemus Tessin d.ä.:s ritningar. Den inrymmer sedan 1937 Stockholms stadsmuseum. Entrén ligger vid Ryssgården. |
|      | Götgatan 7              | 7           | Flerbostadshus                            | Huset i hörnet Klevgränd ritades 1907–1911 i jugendstil av arkitekt Wilhelm Klemming och stod klar 1912. En särskild detalj är husets planterade takterrass som uppmärksammades i olika facktidskrifter. |
|      | Louis De Geers palats   | 16          | Malmgård, palats, ambassad                | Byggnaden uppfördes som malmgård i slutet av 1640-talet för industrialisten Louis De Geer d.ä.. Byggnaden var då det första palatset på Södermalm. Huset inhyser sedan 1963 den nederländska ambassaden och dess residens. |
|      | Schönborg 6             | 20          | Bostäder och lokaler.                     | Kulturhistoriskt värdefullt bostadshus uppfört 1962 med restauranger och lokaler i bottenvåningen. Fasad i sten, tegel och teak och med takterrass mot Götgatan. |
|      | Apoteket Fenix          | 40          | Apotek                                    | År 1889 uppfördes ett nytt hus i hörnet Götgatan / Högbergsgatans efter ritningar av arkitekt Johan Laurentz. Apoteket Fenix fick sina lokaler mot Götgatan, längst till höger i fastigheten. Apotekets emblem blev en skulptur visande fågeln Fenix, som finns kvar än idag. I apotekets gamla lokaler ligger numera Starbucks Fenix en filial för kafékedjan Starbucks.        |
|      | Björns trädgård         | 43-49       | Malmgård, kvarter och park                | Byggnaden som finns där idag är resterna av Björns malmgård med anor från 1600-talet. "Kvarteret Björns Trädgård" påminner idag fortfarande om mönsterträdgården som fanns här. |
|      | Nederland 20            | 46          | Malmgård, hantverkaregård                 | Kvarterets bebyggelse härrör från 1700-talet och är ett bra exempel på en välbevarad hantverksgård från den tiden. Fastigheten ägs och förvaltas av AB Stadsholmen och är blåmärkt av Stadsmuseet i Stockholm vilket innebär "att bebyggelsen bedöms ha synnerligen höga kulturhistoriska värden".                                                                               |
|      | Lillienhoffska palatset | 48          | Palats                                    | Palatset byggdes under åren 1668–1670 för köpmannen Joachim Pötter. Han adlades Lillienhoff, vilket gav byggnaden dess namn. |
|      | Medborgarplatsen        | 48-54       | Plats, torg                               | Platsen fick 1876 namnet "Södra Bantorget". I samband med att man uppförde Medborgarhuset byggde man om torget, och 1940 infördes nuvarande namn. |
|      | Hotell Malmen           | 49-51       | Hotell                                    | Hotell Malmen stod färdigt 1951 och var gestaltad i en postmodernistisk arkitektur. Hotellet tillhör idag (2009) hotellkedjan Scandic. |
|      | Medborgarhuset          | 54-56       | Medborgarhus                              | Medborgarhuset, ibland kallat Forsgrénska Medborgarhuset, är ett stort byggnadskomplex i hörnet Götgatan och Medborgarplatsen. Huset uppfördes åren 1936-1939 och invigdes 2 december 1939. Anna Lindh höll här sitt sista tal. |
|      | Göta Lejon              | 55          | Biograf, senare teater                    | Göta Lejon öppnade som en SF-biograf den 25 januari 1928. Sedan 1994 är "Göta Lejon" huvudsakligen en musikalscen. |
|      | Paulis malmgård         | 58-62       | Malmgård                                  | Malmgården uppfördes på 1680-talet av Nichlas Pauli. Idag är huset helt dolt av Götgatans bebyggelse i fastigheten Nattugglan 19 och ingår i Stockholms katolska domkyrkas verksamhet (se nedan). |
|      | Nattugglan 19           | 58-62       | Bostadshus                                | Huset i hörnet Folkungagatan/Götgatan var resultatet av en inbjuden arkitekttävling 1929 och berörde Sankt Eriks katolska domkyrkas stora hörntomt vid Folkungagatan/Götgatan. Tävlingen vanns av arkitekt Paul Hedqvist. Mellan den kvarstående Paulis malmgård och nybyggnaden mot Götgatan skapade Hedqvist en liten innergård.                                               |
|      | Hellgrenska palatset    | 64-68       | Bostadshus                                | Byggnaden uppfördes 1865–66 efter ritningar av arkitekt Johan Fredrik Åbom och är gestaltad i nyrenässans. Beställare var tobaksfabriken Wilhelm Hellgren & Co som hade en stor paradvåning i två etage, bostäder för verkmästare och portvakt samt kontor i huset. Själva fabriken låg i kvarteret bakom. I bottenvåningen finns sedan många år restaurangen Den gröne Jägaren. |
|      | Biograf Victoria        | 65          | Biograf                                   | Biograf Victoria uppfördes år 1936 för Sandrew Film och Teater. Victoria byggdes om till flerbiograf år 1973. År 2007 togs den över av Svenska Bio. |
|      | Boulevardteatern        | 73          | Teater                                    | Boulevard Teatern har funnits vid Götgatan sedan 10 januari 1984 och inrymdes i biografen "Söderbios" ombyggda lokaler. |
|      | Skobell                 | 81          | Butik                                     | Sista kvarvarande filial av en traditionsrik skobutiksskedja i Stockholm som existerade mellan 1925 och 1994 under samma ägare, ”skohandlardrottningen” Blenda Margareta Törnqvist (1902–1998). |
|      | Södermalmskyrkan        | 87          | Frikyrka                                  | Södermalmskyrkan byggdes efter en hård kamp med stadens myndigheter och stod klar 16 mars 1941. Arkitekt var Adrian Pettersson. Församlingen har cirka 1 200 medlemmar. |
|      | Biograf Ringside        | 93          | Biograf                                   | "Ringside" öppnade 1926 under namnet Månen. Senare namn var Cora, Ri-Cora och slutligen Ringside 1-2. Biografen är numera nedlagd. |
|      | Skrapan                 | 74          | Kontor senare studentbostäder och butiker | Ursprungligen kallad "Skatteskrapan" och färdigställd 1959 för Skatteverket, sedan 2007 ombyggd till studentbostäder med butiker i bottenvåningen. Numera även kallad "Studentskrapan". |
|      | Åsö gymnasium           | 86-88       | Gymnasium                                 | Åsö gymnasium, även kallat "Åsö Utbildningscenter", är en kommunal gymnasieskola, i samma lokaler fanns också "Åsö vuxengymnasium". Skolan invigdes 29 april 1968. |
|      | Ringen centrum          | 100-132     | Galleria                                  | Ringen centrum, i hörnet Götgatan Ringvägen ligger i bottenplanet på ett bostadshus som uppfördes 1979–1981, namnet härrör från den närbelägna Ringvägen. Här fanns fram till 1941 C G Piehls Bryggeri. |
|      | Åhléns Söder            | 134         | Varuhus                                   | Tillbyggnad från 1928–1929 efter ritningar av arkitekt Edvard Bernhard för "Åhlén & Holm", huset har sju våningar och över tiotusen kvadratmeter våningsytor. |